# アグラレ
アグラレ（Agrale）は、ブラジルに本拠地を置くトラックなどの商用車や軍用車、農業用トラクター、エンジンを製造するメーカーである。かつてはオートバイ、スクーターも製造していた。

## 歴史
1962年にIndustria Gaucha de Agricolas S.A.（AGRISA）の名で二輪小型トラクターの生産を始める。1965年にFrancisco Stedile Groupのグループ企業となり、カシアス・ド・スルに本社を移転する。1965年に四輪小型トラクターと1気筒ディーゼルエンジン、2気筒ディーゼルエンジンの製造を始める。1982年に最初のトラック、TX1100の開発を行う。1983年にアルピナの企業となった後、カジバの技術協力、経済協力を受け、原付メーカーとなり、モペッドやオートバイの製造も始める。それ以降、マナウスに生産拠点を移す。
1988年にドイツのトラクターメーカーであるドゥーツと契約しブラジル向けのトラクターとアルゼンチン向けのトラックの生産を始める。1997年にチェコのトラクターメーカーであるゼトールやアメリカのトラックメーカー、ナビスター・インターナショナルと契約しこれらの国をターゲットに中型トラクターとナビスタートラックの製造を始める。1998年にはナビスタートラックの組み立てを始める。また、バスメーカーのマルコポーロと契約し、バスのシャーシを生産する。2002年にコロンビア工場でバスのシャーシを製造する。2003年にロンバードの協力で世界最大のディーゼルエンジンメーカーとなり、ブラジルにおけるロンバードの製品の修理と販売を行っている。2006年、MVアグスタ（カジバの親会社）との提携を解消し、二輪部門を同社に売却した。